# Tsin Tang
Tsin Tang (chino tradicional 唐進; chino simplificado: 唐进 [Táng Jìn]; 1897 - 1984) fue un botánico, taxónomo chino. El naturalista fue parte del "Instituto de Botánica Sistemática" y de la "Academia Sinica", especialista en monocotiledóneas.

## Algunas publicaciones
- w. fa-tsuan, tsin Tang. 1980. Flora reipublicae popularis sinicae, Science Press, 308 pp.

- tsin Tang, w. fa-tsuan. 1961. Flora reipublicae popularis sinicae. Science Press, 261 pp.

## Honores

### Eponimia
- Carex tangiana Ohwi, 1936
- Carex tangii Kük., 1932
- Peristylus tangianus — S.Y.Hu, 1974 [≡ Herminium tangianum (S.Y.Hu) K.Y.Lang, 1987]
- Poa tangii Hitchc., 1930
- Salix tangii K.S.Hao ex C.F.Fang & A.K.Skvortsov, 1998
- La abreviatura «Tang» se emplea para indicar a Tsin Tang como autoridad en la descripción y clasificación científica de los vegetales.[3]